# Свалявская городская община
Свалявская городская общи́на (укр. Свалявська міська громада) — территориальная община в Мукачевском районе Закарпатской области Украины.
Административный центр — город Свалява.
Население составляет 27 719 человек. Площадь — 157,9 км².

## Населённые пункты
В состав общины входит 1 город (Свалява) и 9 сёл:
- Драчино
- Дусино
- Лопушанка
- Плавье
- Россошь
- Стройное
- Черник
- Тибава
- Малая Мартынка